# Кадаш, Геза
Геза Кадаш (венг. Kádas Géza; 7 августа 1926 — 6 марта 1979) — венгерский пловец, призёр Олимпийских игр, чемпион Европы.
Геза Кадаш родился в 1926 году в Эгере. В 1947 году завоевал серебряную медаль чемпионата Европы. В 1948 году на Олимпийских играх в Лондоне завоевал бронзовую медаль на дистанции 100 м вольным стилем и серебряную медаль в эстафете 4×200 м вольным стилем. Также он выступил на дистанции 400 м вольным стилем, но там был лишь 4-м. В 1952 году принял участие в Олимпийских играх в Хельсинки, но не завоевал медалей. В 1954 году стал обладателем золотой и бронзовой медалей чемпионата Европы.
После завершения спортивной карьеры работал заместителем директора санатория. В 1957 году за «активное участие» в революции 1956 военный суд приговорил Кадаша к восьми годам лишения свободы по сфабрикованным обвинениям. Он отсидел четыре года и был освобождён по амнистии. После освобождения жил в Эгере, а с 1967 года в Будапеште. Работал разнорабочим.